# Teresita Fernández
Teresa Fernández García (Santa Clara, 20 de diciembre de 1930-La Habana, 11 de noviembre de 2013) fue una trovadora, narradora y pedagoga, es conocida como la cantora mayor por ser la cantautora más destacada en la creación musical para niños cubanos de varias generaciones. Muchas de sus composiciones constituyen himnos al amor y a la cubanidad. Su formación empieza en su hogar. Comenzó a cantar desde los cuatro años en la emisora radial santaclareña. Ha contribuido con letra y música al acervo musical cubano. Sus creaciones reúnen sonoridades de antiguas baladas y del folclore campesino, entre las que no faltan musicalizaciones de textos de José Martí o Gabriela Mistral.
En el panorama de la canción para niños de Cuba, ella completa un triángulo de grandes maestros, cuyos otros vértices son el mexicano Francisco Gabilondo Soler.
Su obra abarca la canción infantil y un rico repertorio que se inspira en la patria cubana, en la naturaleza, en el amor, y que se apoya en la musicalización de obras paradigmáticas de autores latinoamericanos como las Rondas, de Gabriela Mistral o el Ismaelillo, de José Martí.

## Biografía
Trovadora, narradora y pedagoga cubana, cuyas canciones para niños han permanecido en el gusto musical de los cubanos de varias generaciones.
Nacida el 20 de diciembre de 1930 en la ciudad de Santa Clara, capital de la antigua provincia de Las Villas, prefirió la guitarra en lugar del piano. Comenzó a cantar a los cuatro años en la emisora radial CMHI de su ciudad natal, en el programa Hora Martha que dirigía su madre Amparo García. Sus primeras actuaciones tuvieron como marco su tierra natal, cuando cantaba, acompañada de su guitarra, canciones suyas, en fiestas familiares. Su formación se debe considerar autodidacta.
Yo soy una maestra que canta es su biografía escrita por la periodista Alicia Elizundia Ramírez, en la que Teresita expresa que a ella le interesaba la poesía tanto como la música y que es la canción la que une a ambas manifestaciones. Para su formación buscó a un trovador para que la instruyera. A los doce años conoció a Benito Vargas, un tabaquero y trovador que por las noches se dedicaba a dar serenatas y que le enseñó los acordes esenciales de la guitarra. Ella misma expresó que su temperamento no le permitía desarrollarse en el piano, pues le parecía muy aburrido.

## Pedagoga y luchadora cívica
En 1948 se graduó de maestra en la Escuela Normal de Santa Clara en la que también trabajó. Su ingreso en las aulas coincidió con una huelga general realizada en Cuba en 1958 contra la dictadura de Fulgencio Batista. Sus alumnos fueron a la huelga y ella los acompañó en la protesta cívica. Poco después de aquellos sucesos y por la incomprensión de sus intereses artísticos en el medio predominante en Santa Clara, por entonces caracterizado por un pensamiento y una proyección profundamente conservadores, Teresita optó por emigrar hacia la capital cubana. En 1959 obtuvo el título de Doctora en Pedagogía.

## Creadora musical
En La Habana decidió entregar su vida de forma íntegra al arte de hacer trova, con la misma vocación de aquellos maestros ambulantes de los que hablara José Martí.
Sus primeras canciones datan de la década de los cincuenta, entrando a la vida musical cubana de la mano del dúo de las Hermanas Martí, voceras generosas de su arte que llegaron a interpretar su canción Canto a mi bandera, cuyo texto demostraba la sencilla belleza de la poesía trovadoresca:
Como si fueran tan pocas las bellezas de los campos, 
me dieron una bandera para aumentar sus encantos, 
mariposa contra el viento, tricolor rosa cubana, 
al darme a mí esa bandera me encadenaron el alma.
El primer intérprete que asumió en su repertorio una canción de Teresita Fernández fue Ramón Veloz, conocido exponente de la música de origen campesino en Cuba, que interpretó el corte titulado Cubano mira tus palmas.
Teresita empezó a dedicarse de lleno al arte de componer y cantar sus propios temas.

## Popularidad
En los años sesenta se iniciaría la popularidad de Teresita Fernández, según expresa en sus Ensayos voluntarios, el estudioso de la cancionística cubana Guillermo Rodríguez Rivera. Se trataba de una popularidad limitada a círculos de conocedores, pues nuestros productores de radio y de televisión fueron tímidos para promover una expresión musical, para ellos  poco espectacular. Por su originalidad teresita era una autora rara que reunía sonoridades de antiguas baladas y de nuestro folclore campesino en sus canciones muy personales, entre las que no faltaban musicalizaciones de textos de José Martí o Gabriela Mistral.
Las Hermanas Martí, Berta y Cuca, le facilitaron sus primeras presentaciones en la capital de tal modo que el 20 de julio de 1965 la sala Arlequín, uno de los sitios pequeños de la Rampa habanera, donde se presentaban muestras del teatro más exigente de aquella época, abrió sus puertas para el debut de la trovadora villaclareña. Al decir de la propia Teresita, sentados en primera fila tuvo a dos grandes figuras de la música cubana de todos los tiempos: Sindo Garay y Bola de Nieve.
Meses después, Ignacio Villa (Bola de Nieve) demandó la presencia de Teresita Fernández en las noches del afamado restaurante Monsigneur en la esquina de 23 y O en el Vedado, un espacio conocido en esa etapa como chez Bola. Bola propinó el más hermoso piropo a esta trovadora indetenible: "Usted no necesita más adorno que la canción".
Luego empezó a tener un espacio propio en La Rampa, en el pequeño club Coctel ubicado en 23 y N, un sitio cuyo nombre permanecería asociado para siempre al suyo, aún después de que ella tomara otros rumbos. Al decir de Marta Valdés, allí acudían los jóvenes pues las canciones versaban principalmente sobre la realidad.

## Nueva era en la canción cubana
Teresita tendió la mano, desde el club Coctel, a un  trovador trashumante: Silvio Rodríguez, un joven desconocido todavía que no encontraba un sitio fijo para entregar sus canciones justo al comienzo de una nueva era en la canción cubana. La amistad duradera entre ambos trovadores ha ofrecido frutos en las múltiples ocasiones en que han tenido la oportunidad de coincidir sobre los escenarios.
En 1966 los fundadores de la revista artístico literaria El Caimán Barbudo la abrazaron con su homenaje en la sala teatro del Museo Nacional de Bellas Artes (Cuba). Así reconocían en ella a su juglar cómplice.
Por entonces, los medios de comunicación difundieron un par de composiciones suyas, No puede haber soledad y, sobre todo, Cuando el sol, una suerte de balada pop que en la voz de la vocalista Luisa María Güell captaba la atención de una zona de la audiencia musical cubana.

## Comunicadora
Teresita condujo los programas radiales Musa traviesa y De regreso. Asimismo, su primera incursión en televisión fue en 1960, al inaugurar el programa La casita de azúcar, junto con los títeres Pitusa y Eusebio, que se transmitió durante buena parte de la década.
Entre finales del decenio de los años sesenta y setenta, Cuba se vio inmersa en proyectos económicos como el cordón de La Habana y la zafra de los diez millones, Teresita se unió a José Antonio Méndez y a César Portillo de la Luz, para ser protagonistas de una larga gira nacional, que llegó por igual a los obreros de una mina que al campo abierto.

## La Peña de los Juglares
En 1974, al cesar su trabajo en la televisión, con un grupo de sus amigos más afines y por iniciativa de Celia Sánchez, bajo las yagrumas del Parque Lenin se creó La peña de los juglares. Este espacio, que muchos llamaron «la peña de Teresita», se fundó con la ilusión de dar un sentido muy especial a las mañanas de domingo, con la trovadora como anfitriona. Puede asegurarse en la actualidad que pocas iniciativas han logrado el nivel de convocatoria que ella y sus amigos alcanzaron entre la gente que, desde cualquier punto de Cuba o del resto del mundo, acudía a su llamado cada domingo por espacio de quince años. Entre muchos nombres importantes que desfilaron por la peña, cabe mencionar los de Alicia Alonso, Antonio Gades, Onelio Jorge Cardoso, Cintio Vitier, Fina García Marruz, Pablo Milanés, Silvio Rodríguez, Marta Valdés, Francisco Garzón Céspedes, Tania Libertad, Tony Sariego y Dany Rivera, entre otros.
Este espacio, junto a Francisco Garzón Céspedes, narrador y pedagogo, constituyó un importante aporte a la Narración oral en Cuba con la narración escénica de cuentos, que fue una experiencia oral, comunicadora y escénica, de integración de las artes, que generó otros eventos como La Peña del Brocal, fundada en 1987, en Camagüey.

## A guitarra limpia
El espacio A guitarra limpia, creado en el [www.centropablo.cult Centro Pablo] para difundir la obra de los trovadores en su segundo año de existencia se honró con el concierto No puede haber soledad, de Teresita Fernández, trovadora de los niños y de los mayores que se resisten a dejar de ser niños; conversadora incansable, globalizadora de la ternura, martiana y cristiana, contemporánea e indagadora en los misterios del futuro. Llena, un espacio insustituible en el panorama de la canción cubana: lo ha hecho con perseverancia y con amor, con poesía y con humildad. Y al mismo tiempo llenó, ha llenado, los pequeños, enormes espacios de nuestras vidas personales.

## Teresita universal
Desde 1988, Teresita se ha presentado en diversos escenarios internacionales entre los que se destacan sus actuaciones en la Jornada Dariana en Nicaragua y en el II Festival Iberoamericano de Narración Oral y Escénica de Monterrey, México, en el que obtuvo el Premio Chamán.
En el panorama de la canción para niños de Latinoamérica, ella completa un triángulo de grandes maestros, cuyos otros vértices son el mexicano Francisco Gabilondo Soler y la argentina María Elena Walsh.

## Lauros
A lo largo de su extraordinaria carrera ha obtenido innumerables reconocimientos:
- Disco de Plata de la EGREM, 1980.
- Premio EGREM, 1988, con el LD Mi Gatico Vinagrito.
- Orden Por la Cultura Nacional.
- Orden por la Educación Cubana, Rafael María de Mendive.
- Medalla Raúl Gómez García.
- Medalla X Aniversario de la Nueva Trova.
- Orden Félix Varela, 2002.
- Premio Pablo de la Torriente Brau, 2000.
- Premio Nacional de la Música 2009 por el conjunto de toda su obra.
- Réplica del machete de Máximo Gómez.
- Miembro de Honor de la APC y de la UNEAC.
- Premio Nacional de Cultura Comunitaria, 2002.
- Orden Juan Marinello, 2001.

## Discografía
- Álbum Mi gatico Vinagrito.
- No puede haber soledad (editado por el Centro Pablo).
- Teresita canta a Martí (editado por el Centro Pablo).
- Vamos todos a cantar (homenaje de varios trovadores a la creadora ideado y producido por Jorge García para el sello EGREM).
- Teresita en nosotros (Bis Music, 2007), un intento de rescatar en las voces de Sara González, Silvio Rodríguez, Liuba María Hevia, Amaury Pérez y la propia Teresita, algunos de sus temas para adultos que no habían sido grabados con anterioridad.

## Canciones

### Infantiles
- Tía jutía
- Canta pajarito
- Mi gatico Vinagrito
- Dame la mano y danzaremos
- Tin, tin, la lluvia

### Lírica íntima
- La gaviota
- Pinares de Mayarí

Posee una extensa obra para adultos, desconocida por muchos, que incluye boleros, poemas musicales, villancicos, habaneras y canciones.